# Felsinschrift von Karaburna
Koordinaten: 38° 52′ 47,5″ N, 34° 27′ 18″ O

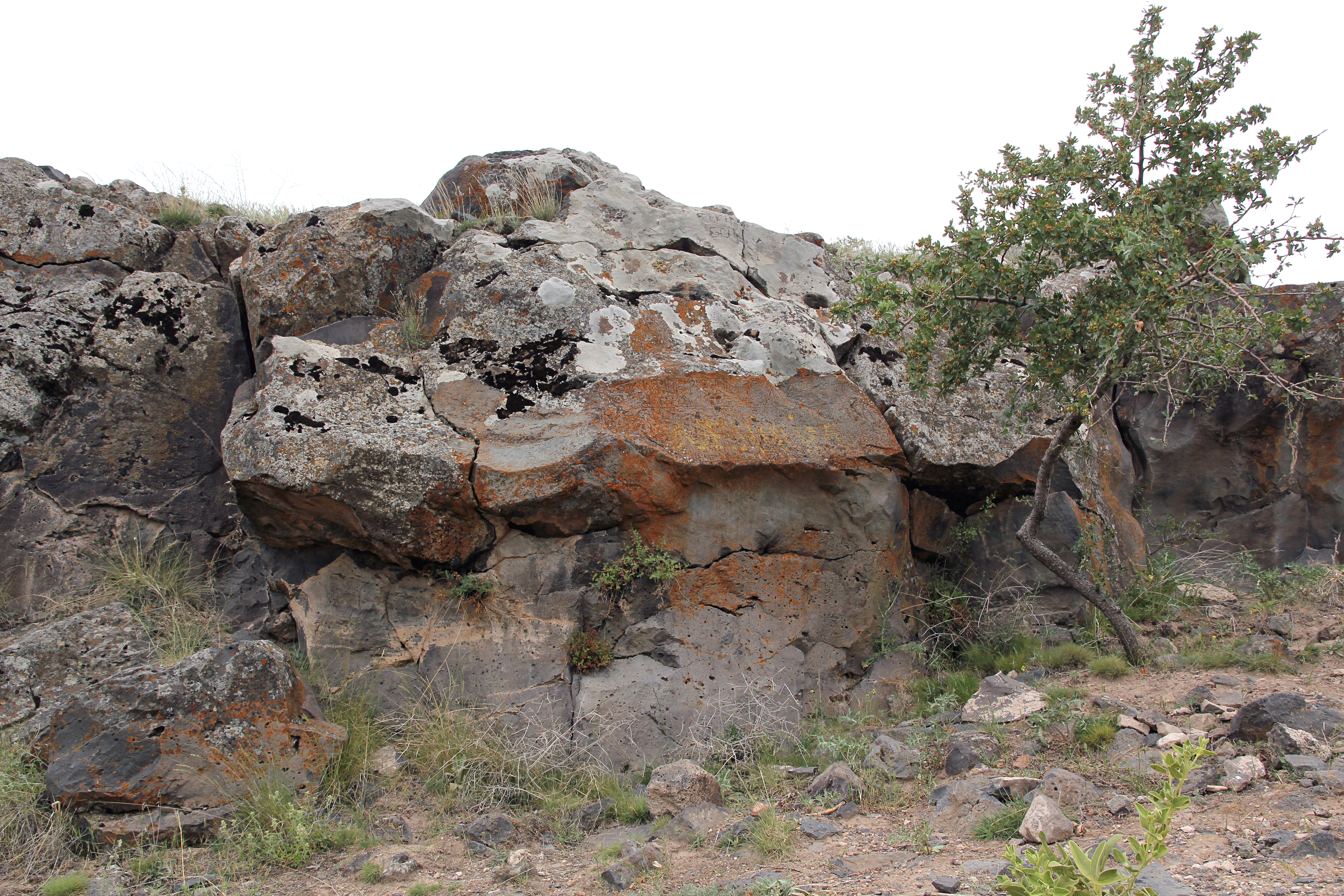
Felsinschrift von Osten

Die Felsinschrift von Karaburna (auch Karaburun) ist in luwischen Hieroglyphen verfasst und stammt aus der Zeit der späthethitischen Staaten. Sie wird dem Königreich von Tabal zugerechnet und ist vermutlich im späten 8. Jahrhundert v. Chr. entstanden.

## Lage

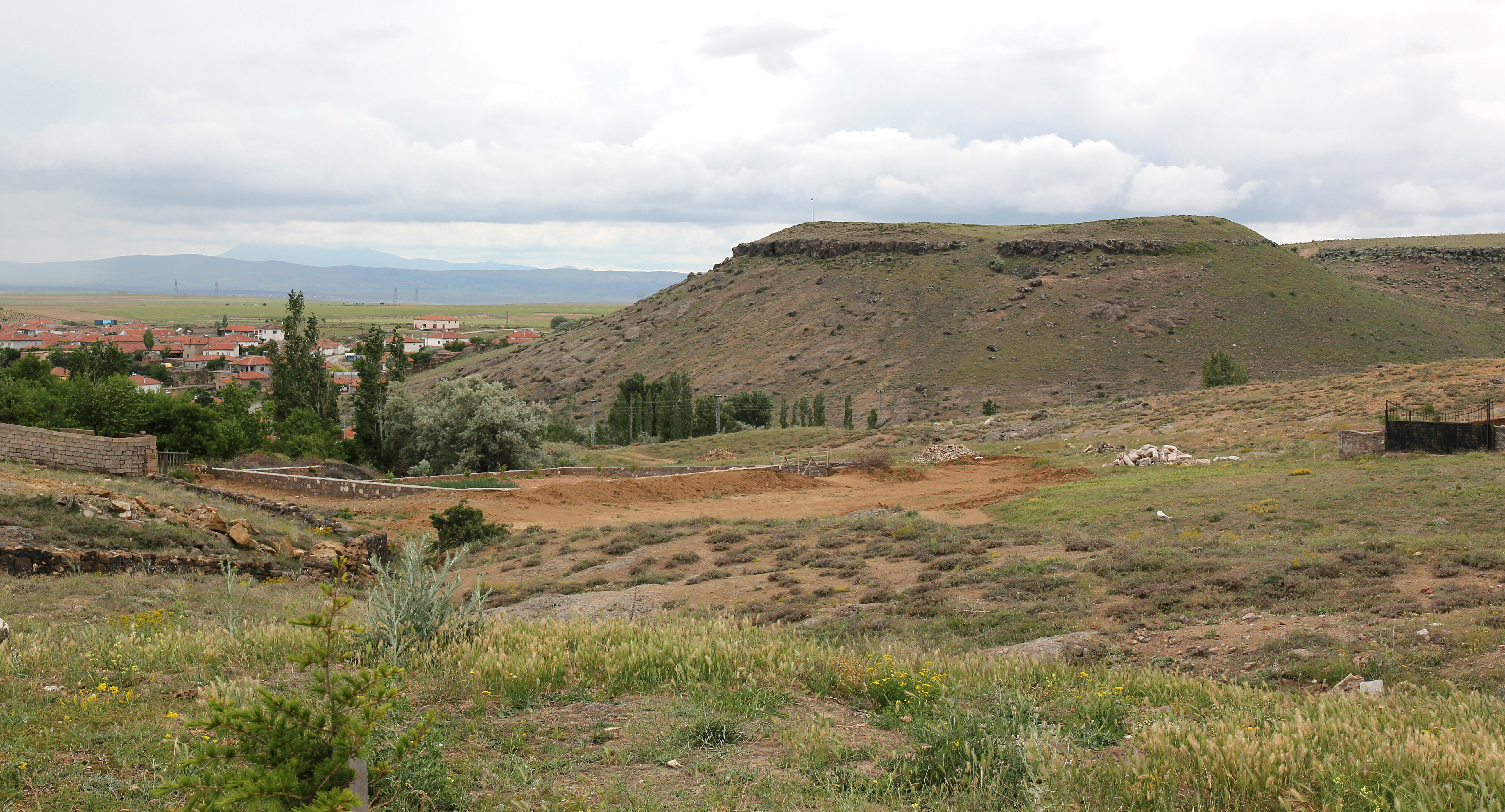
Tafelberg von Nordosten mit der Inschrift links der Mauerlücke

Der Inschriftenfelsen liegt auf einem etwa 90 Meter hohen Tafelberg beim Ort Karaburna (auch Karaburun) im Landkreis Hacıbektaş der türkischen Provinz Nevşehir, etwa zehn Kilometer südwestlich der Kreisstadt. Das annähernd quadratische Plateau des Berges hat eine Fläche von etwa 90 × 90 Metern. Es zeigt deutliche Spuren einer Festungsanlage, deren Mauern allerdings komplett abgetragen und wahrscheinlich in dem am Fuß des Hügels liegenden Ort verbaut sind. Bei einer Probegrabung etwas außerhalb der Mauern fand Ignace Gelb 1935 zunächst römisch-byzantinische Reste von Terra Sigillata und Glas, etwas tiefer späthethitische Spuren und in zwei Metern Tiefe schließlich monochrome Keramik der Periode Alişar II aus dem 2. Jahrtausend v. Chr. Ein Stempelsiegel mit geometrischen Mustern, das ein Dorfbewohner während der Grabungen am Hang fand, weist auf eine wahrscheinliche Besiedlung schon im 3. Jahrtausend v. Chr. hin.
Von der Südwestseite des Hügels führt in nordöstlicher Richtung ein Fußpfad den Berg hinauf. An der Stelle im Osten, wo die das Gipfelplateau umschließende Felsbarriere eine Lücke aufweist, lag vermutlich das Tor der Befestigung. Einige Meter links davon ist an einem Felsen in Blickhöhe die Inschrift eingraviert.

## Forschungsgeschichte

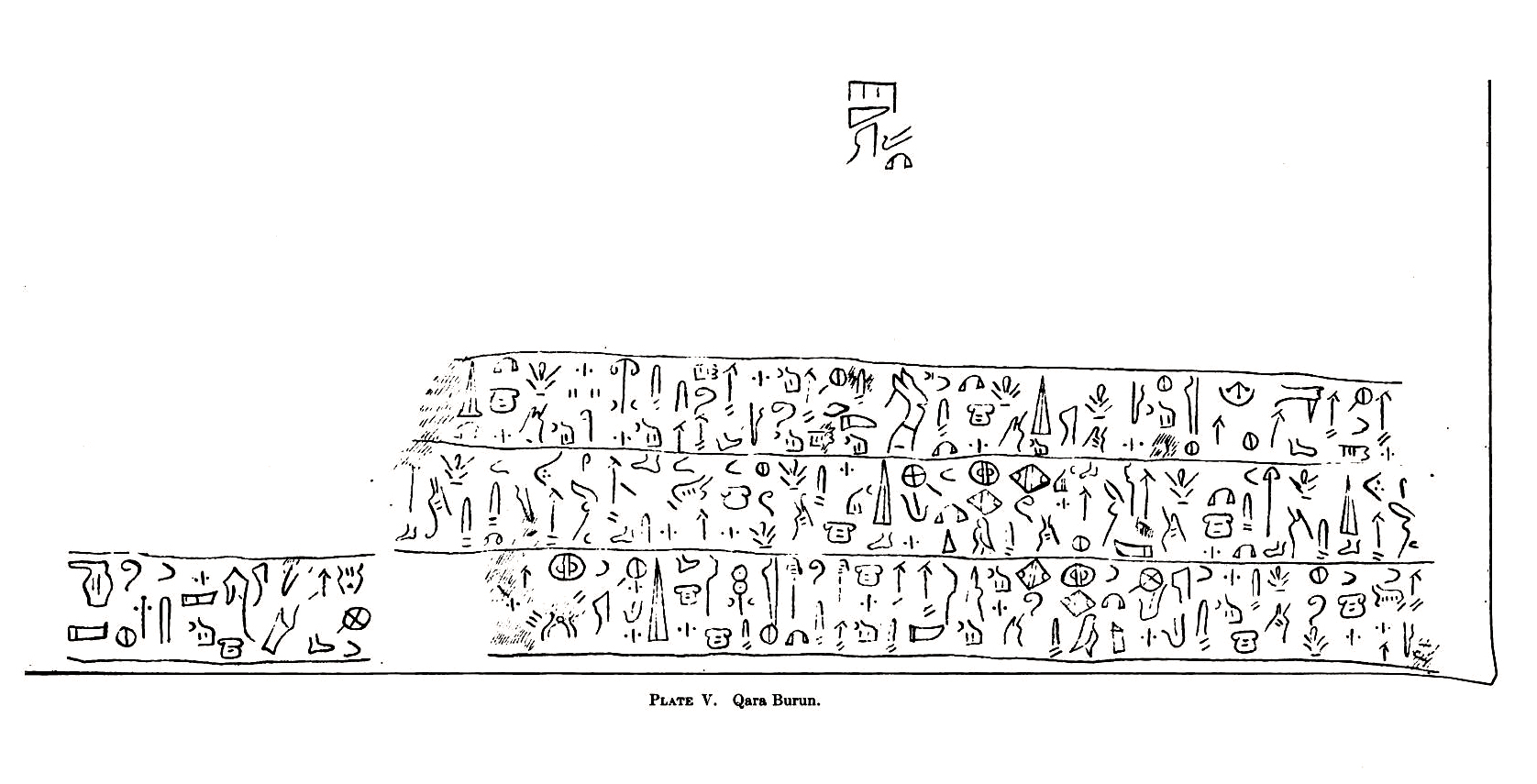
Umzeichnung der Inschrift mit der Signatur (Cornell-Expedition 1907)

Die Inschrift wurde im Sommer 1900 von dem britischen Epigraphiker John George Clark Anderson auf einer Kleinasienreise mit dem Archäologen John Winter Crowfoot entdeckt. Er veröffentlichte seinen Fund 1901 als A new Hittite Inscription im Journal of Hellenistic Studies. Die nächste Bearbeitung erfolgte 1902 durch den deutschen Altorientalisten Leopold Messerschmidt. Im Jahr 1907 waren die Teilnehmer der Cornell-Expedition nach Kleinasien und in den assyro-babylonischen Orient vor Ort und entdeckten über der Inschrift weitere Zeichen, die die Signatur des Schreibers darstellen. Erste Übersetzungsversuche unternahmen der britische Archäologe Archibald Henry Sayce 1905 und der Tscheche Bedřich Hrozný, der Entzifferer der hethitischen Keilschrift, 1934. Nach Gelbs Grabungen von 1935 erschien 1957 eine Übersetzung von Helmuth Theodor Bossert, der die Interpretationen seiner Vorgänger scharf kritisierte. Nach dem französischen Sprachwissenschaftler Emmanuel Laroche 1956 und dem italienischen Philologen Piero Meriggi 1967 liefert schließlich der britische Hethitologe John David Hawkins in seinem Corpus of hieroglyphic Luwian inscriptions 2000 die bislang aktuelle Übersetzung. Eberhard P. Rossner nahm die Schrift 1988 in seinen archäologischen Führer zu den hethitischen Felsreliefs der Türkei auf, 2014 veröffentlichte der deutsche Architekt Horst Ehringhaus eine ausführliche Beschreibung mit Photos in seinem Buch zu luwischen Felsreliefs.

## Beschreibung
Die Inschrift befindet sich etwas mehr als einen Meter über dem davor leicht abfallenden Grund. Der Hauptteil hat eine Breite von 1,54 und eine Höhe von 0,42 Metern. Dazu kommen eine Erweiterung links mit 48 × 15 Zentimetern und die Signatur etwa 30 Zentimeter über der eigentlichen Inschrift. Der Haupttext besteht aus drei Zeilen, die beginnend rechts oben boustrophedon zu lesen sind. Da offensichtlich der vorhandene Platz für den vorgesehenen Inhalt nicht ausreichte, musste der Text links auf einer durch einen Bruch getrennten, etwas abgewinkelten Fläche beendet werden. Die Zeichen sind eingraviert und in gut lesbarem Zustand, die Zeilen durch Striche getrennt.
Der Text berichtet von einem gesiegelten Vertrag zwischen Sipi, dem König und dem gleichnamigen Sipi, Sohn des Ni über den Wiederaufbau der Festung. Sie gliedert sich in drei Teile. Im ersten wird berichtet, dass die Festung verfallen war und der König Si und Si, Sohn des Ni, der eine hohe Stellung am Hof hatte, sie wieder aufbauten und darüber den besagten Vertrag abschlossen. Im zweiten Teil folgt die gegenseitige Strafandrohung:
Wenn allerdings Sipi, der König, Böses wünscht für Sipi, den Sohn des Ni, für (dessen) Sohn oder Enkel,

soll der Ḫarranäer gleichwie Kubaba von Sipi, dem König, die Augen und die Füße verschlingen.
sowie das Entsprechende für den Gegenpart. Im dritten Teil werden demjenigen, der die Inschrift wegmeißelt, ähnliche Strafen angedroht. Mit dem genannten Ḫarranäer ist der Mondgott Sin von Harran gemeint, der dort schon seit dem frühen 2. Jahrtausend verehrt wurde. Die Göttin Kubaba wird in strafender Funktion auch in der Felsinschrift von Bulgarmaden erwähnt. Die Signatur über dem Text nennt Wana, den Schreiber.
Ein König des Namens Sipi ist sonst nicht bekannt, es handelt sich wohl um einen lokalen Herrscher, möglicherweise nur dieser Festung. Eine Datierung der Inschrift kann daher nur aufgrund der Zeichenformen ins 8. Jahrhundert v. Chr. erfolgen.

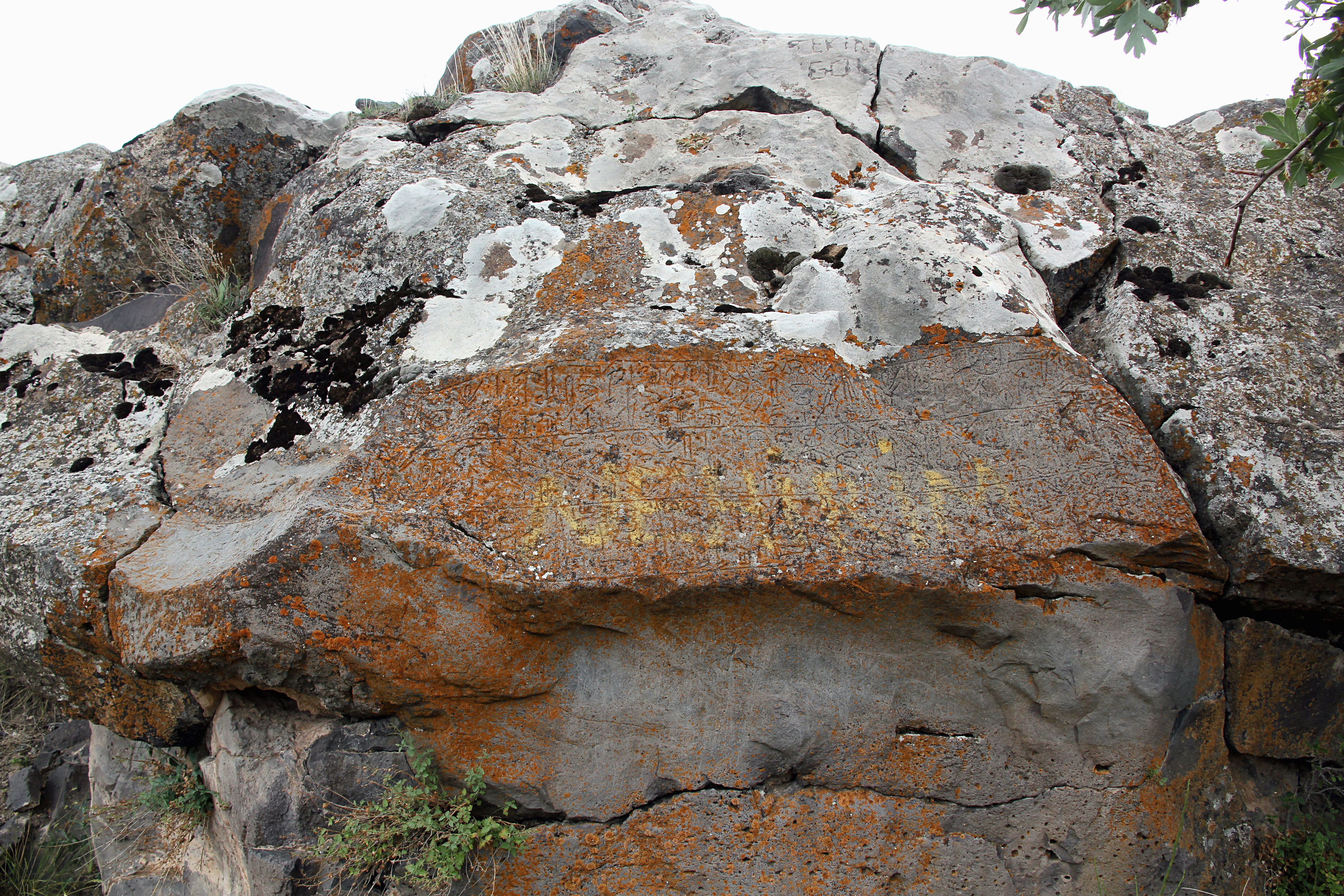
Hauptinschrift
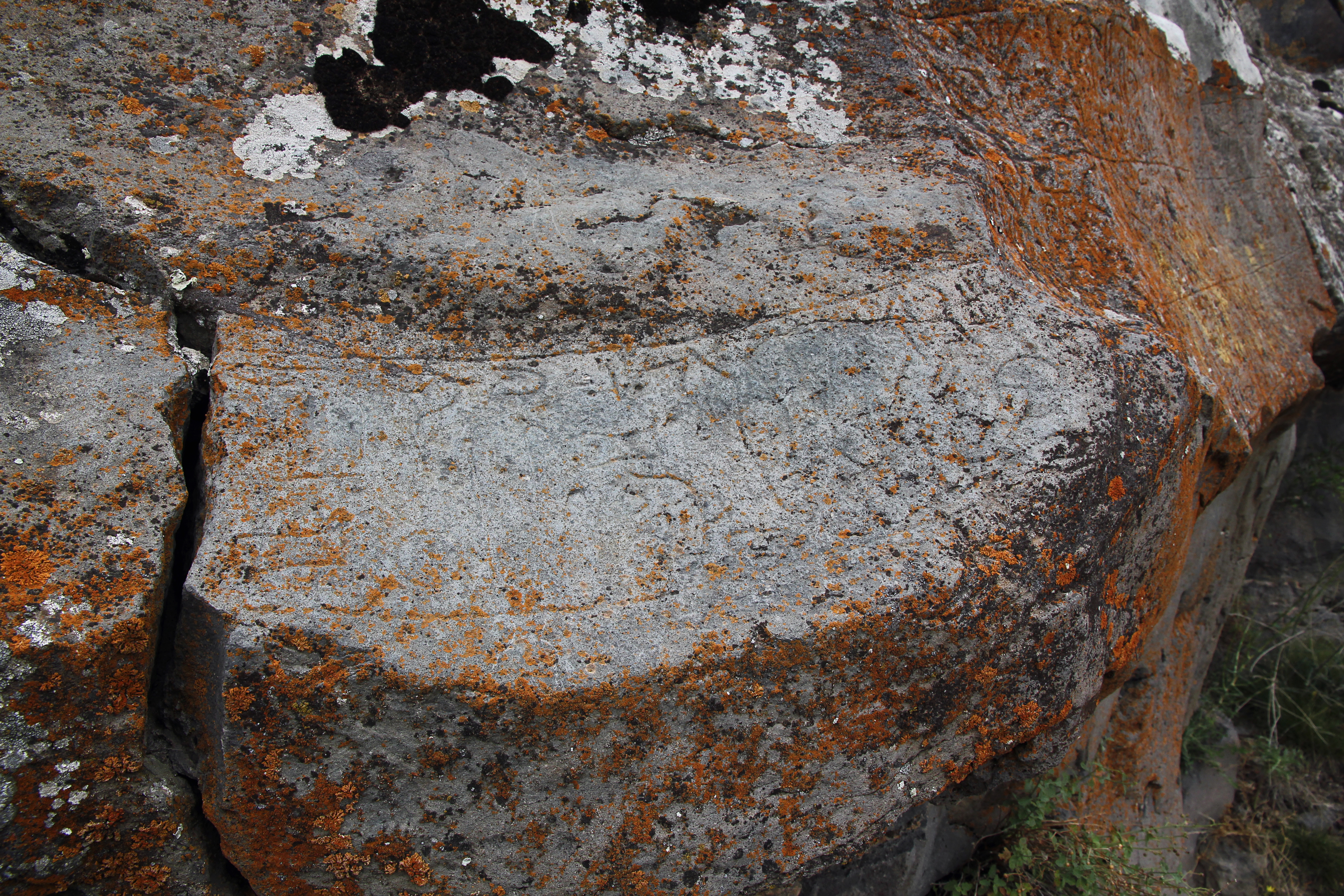
Erweiterung
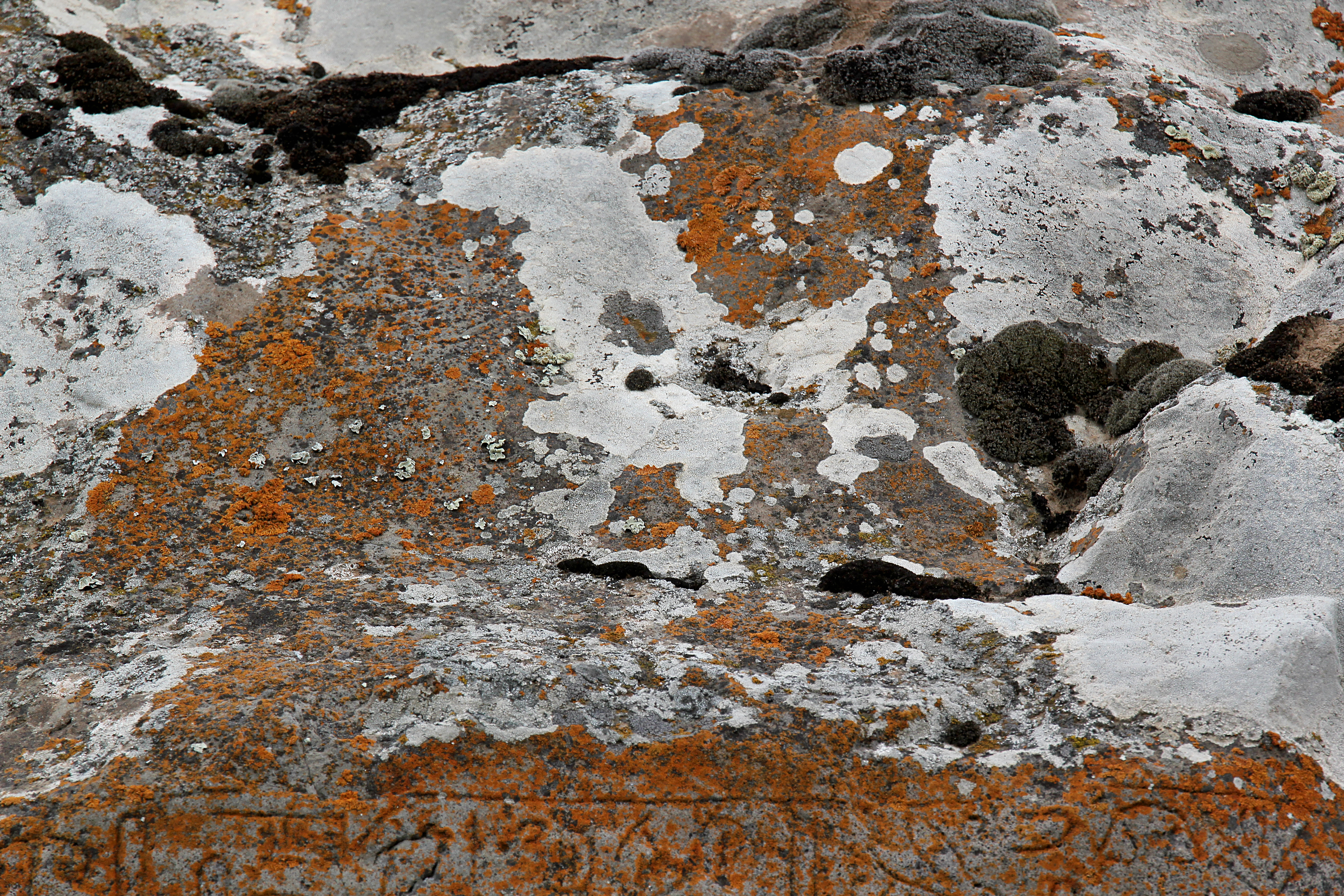
Signatur